# Guttorm (Vorname)

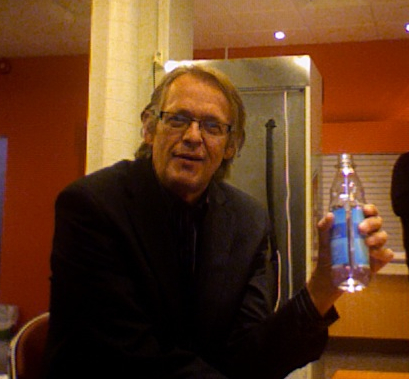
Der Jazzmusiker Guttorm Guttormsen (2007).

Guttorm (auch Gudtorm) ist ein norwegischer männlicher Vorname.

## Ursprung und Bedeutung
Der Name geht zurück auf alt(west)nordisch Guðþormr, eine Wortzusammensetzung mit dem Substantivstamm Guð- „Gott“ als Bestimmungswort und der Substantivierung þormr „jemand der fürchtet, ehrerbietet, hochachtet“ als Grundwort. Sprachhistorisch verwandte Varianten des Namens sind färöisch und isländisch Guttormur, schwedisch Guthorm sowie die verkürzte Form Gorm im Dänischen.
Aus dem Nordgermanischen wurde der Vorname als Guhtur ins Nordsamische und Kuttura ins Finnische entlehnt.

## Gebrauch
Zwischen 1900 und 2017 wurde Guttorm in Norwegen etwa 1600 Mal als erster Vorname vergeben. Namenstag in Norwegen ist der 17. Juli.

## Bekannte Namensträger
- Guttorm Berge (1929–2004), norwegischer Sportler
- Guttorm Guttormsen (* 1950), norwegischer Musiker
- Guttorm Hansen (1920–2009), norwegischer Politiker
- Guttorm Heldahl, norwegischer Sportler
- Guttorm Jakobsen (1911–1995), norwegischer Kapitän
- Guttorm Sigurdsson (1199–1204), König von Norwegen
- Guttorm von Nidaros († 1224), norwegischer Erzbischof, siehe Guttorm
- Guttormur Andrasson († 1572), Løgmaður auf Färöer

## Weiteres

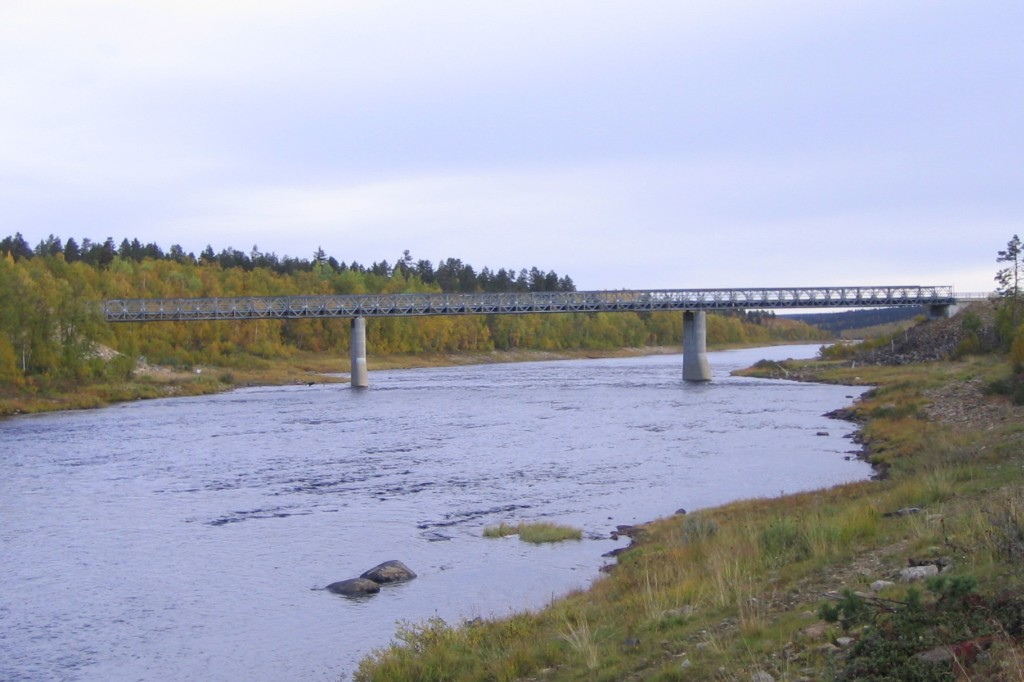
Brücke über den Fluss Ivalojoki im Dorf Kuttura

In der Gemeinde Inari liegt das Dorf Kuttura (finnisch) bzw. Guhtur (nordsamisch). Dessen Name geht zurück auf den Vornamen des Samen Guttorm Magga, der sich zwischen 1898 und 1899 gemeinsam mit seinem Sohn Nils an dem Ort niederließ und das Dorf gründete. Als Vorname kommt die finnisierte Form Kuttura weiterhin vor, aber sehr selten.
In Finnland tragen mehrere bekannte samische Personen Guttorm als Nachname, z. B. die Schriftsteller Hans Aslak Guttorm (1907–1992) und Eino Guttorm (1941–2005) und der Sportler Antti Guttorm (* 1982).